# Halowe Mistrzostwa Europy w Lekkoatletyce 2013 – trójskok kobiet
Trójskok kobiet – jedna z konkurencji rozegranych podczas halowych lekkoatletycznych mistrzostw Europy w hali Scandinavium w Göteborgu.
Tytuł wywalczony 2 lata temu w Paryżu broniła Włoszka Simona La Mantia, która w Göteborgu zdobyła brąz.

## Rekordy
| Rekord świata                        | Tatjana Lebiediewa | 15,36 | Budapeszt, Węgry            | 6 marca 2004   |
| Rekord Europy                        | Tatjana Lebiediewa | 15,36 | Budapeszt, Węgry            | 6 marca 2004   |
| Rekord halowych mistrzostw Europy    | Ashia Hansen       | 15,16 | Walencja, Hiszpania         | 28 lutego 1998 |
| Najlepszy wynik na świecie w sezonie | Olha Saładucha     | 14,61 | Birmingham, Wielka Brytania | 16 lutego 2013 |
| Najlepszy wynik w Europie w sezonie  | Olha Saładucha     | 14,61 | Birmingham, Wielka Brytania | 16 lutego 2013 |

## Terminarz
| Data    | Godzina |            |
| ------- | ------- | ---------- |
| 1 marca | 18:40   | Eliminacje |
| 3 marca | 11:05   | Finał      |

## Rezultaty
| NR – rekord kraju \| WL – najlepszy tegoroczny wynik na listach światowych \| EL - najlepszy tegoroczny wynik na listach europejskich |
| SB – najlepszy wynik w sezonie \| PB – rekord życiowy                                                                                 |

### Eliminacje
Do eliminacji zgłoszono 21 zawodniczek. Aby awansować do finału – w którym startowało 8 zawodniczek – należało uzyskać wynik 14,10 (Q). W przypadku gdyby rezultat ten osiągnęła mniejsza liczba skoczkiń – lub żadna ze startujących – kryterium awansu były najlepsze wyniki uzyskane przez zawodniczki (q).
| Poz. | Zawodniczka            | Reprezentacja   | #1    | #2    | #3    | Wynik | Uwagi |
| ---- | ---------------------- | --------------- | ----- | ----- | ----- | ----- | ----- |
| 1    | Olha Saładucha         | Ukraina         | 14,47 | –     | –     | 14,47 | Q     |
| 2    | Irina Gumieniuk        | Rosja           | 14,30 | –     | –     | 14,30 | Q     |
| 3    | Simona La Mantia       | Włochy          | 14,24 | –     | –     | 14,24 | Q     |
| 4    | Wieronika Mosina       | Rosja           | 13,78 | 14,17 | –     | 14,17 | Q     |
| 5    | Patrícia Mamona        | Portugalia      | 13,90 | x     | 13,99 | 13,99 | q     |
| 6    | Yamilé Aldama          | Wielka Brytania | 13,92 | x     | x     | 13,92 | q     |
| 7    | Jenny Elbe             | Niemcy          | 13,43 | 13,88 | 13,45 | 13,88 | q     |
| 8    | Patricia Sarrapio      | Hiszpania       | x     | 13,62 | 13,85 | 13,85 | q     |
| 9    | Wiktorija Dołgaczewa   | Rosja           | 13,83 | x     | x     | 13,83 |       |
| 10   | Dana Velďáková         | Słowacja        | x     | 13,82 | 13,76 | 13,82 |       |
| 11   | Gita Dodowa            | Bułgaria        | 13,62 | 13,75 | 13,50 | 13,75 |       |
| 12   | Susana Costa           | Portugalia      | 13,65 | 13,74 | x     | 13,74 |       |
| 13   | Niki Paneta            | Grecja          | x     | 13,36 | 13,55 | 13,55 |       |
| 14   | Dovilė Dzindzalietaitė | Litwa           | x     | 13,22 | 13,53 | 13,53 |       |
| 15   | Cristina Bujin         | Rumunia         | 13,47 | x     | 13,40 | 13,47 |       |
| 16   | Ksienija Dziacuk       | Białoruś        | x     | 13,46 | x     | 13,46 |       |
| 17   | Santa Matule           | Łotwa           | x     | 13,33 | 13,15 | 13,33 |       |
| 18   | Rusłana Cychoćka       | Ukraina         | 13,10 | x     | 12,76 | 13,10 |       |
| 19   | Maja Bratkič           | Słowenia        | 11,49 | 12,99 | 12,99 | 12,99 |       |
|      | Nina Serbezova         | Cypr            | x     | –     | –     | NM    |       |
|      | Sevim Sinmez Serbest   | Turcja          | x     | x     | x     | NM    |       |

### Finał
| Poz. | Zawodniczka       | Reprezentacja   | #1    | #2    | #3    | #4    | #5    | #6    | Wynik | Uwagi |
| ---- | ----------------- | --------------- | ----- | ----- | ----- | ----- | ----- | ----- | ----- | ----- |
|      | Olha Saładucha    | Ukraina         | 14,88 | x     | x     | 14,68 | x     | x     | 14,88 | WL    |
|      | Irina Gumieniuk   | Rosja           | 14,25 | x     | x     | 14,30 | 13,74 | 14,05 | 14,30 |       |
|      | Simona La Mantia  | Włochy          | 14,24 | 14,04 | 14,26 | x     | x     | 14,04 | 14,26 | SB    |
| 4    | Wieronika Mosina  | Rosja           | 14.21 | 14.08 | 13.35 | 13.80 | 14.01 | 14.09 | 14.21 |       |
| 5    | Patricia Sarrapio | Hiszpania       | x     | x     | 14,07 | x     | x     | 13,45 | 14,07 | PB    |
| 6    | Yamilé Aldama     | Wielka Brytania | x     | 13,91 | 13,95 | x     | x     | 13,95 | 13,95 | SB    |
| 7    | Jenny Elbe        | Niemcy          | 13,64 | x     | 13,66 | 13,47 | 13,81 | 13,54 | 13,81 |       |
| 8    | Patrícia Mamona   | Portugalia      | 13,72 | x     | x     | 13,51 | 13,59 | 13,57 | 13,72 |       |